# John M. Sullivan
John Matthew Sullivan (* 25. Februar 1963 in Princeton, USA) ist ein US-amerikanischer Mathematiker und Hochschullehrer. Er beschäftigt sich unter anderem mit der Differentialgeometrie, der Knotentheorie, Flächen mit konstanter mittlerer Krümmung, der algebraischen und kombinatorischen Triangulierung sowie der Visualisierung der Mathematik.
Seit 2003 ist er Professor an der Technische Universität Berlin.

## Leben
Sullivan machte seinen Bachelor an der Harvard University und danach seinen Master an der Cambridge University. Er promovierte 1990 an der Princeton University bei Frederick Almgren. Von 2000 bis 2004 war er außerordentlicher Professor an der University of Illinois, von 2004 bis 2005 Professor am selben Ort und seit 2005 Adjunkt-Professor dort. Seit 2003 ist er Professor an der Technische Universität Berlin.
2013 wurde er Fellow der American Mathematical Society.

## Schriften (Auswahl)
- John M. Sullivan und Frank Morgan: Open Problems in Soap Bubble Geometry. In: International Journal of Mathematics. Band 7, 1996, S. 833–842, doi:10.1142/S0129167X9600044X.
- Elizabeth Denne, Yuanan Diao und John M Sullivan: Quadrisecants give new lower bounds for the ropelength of a knot. In: MSP (Hrsg.): Geometry & Topology. Band 10, Nr. 1, 2006, S. 1 - 26, doi:10.2140/gt.2006.10.1.
- Jason Cantarella, Joseph H G Fu, Rob Kusner, John M Sullivan und Nancy C Wrinkle: Criticality for the Gehring link problem. In: MSP (Hrsg.): Geometry & Topology. Band 10, Nr. 4, 2006, S. 2055–2115, doi:10.2140/gt.2006.10.2055.
- Jason Cantarella, Joseph H. G. Fu, Robert B. Kusneruand John M. Sullivan: Ropelength criticality. In: MSP (Hrsg.): Geometry & Topology. Band 18, Nr. 4, 2014, S. 1973–2043, doi:10.2140/gt.2014.18.1973.
- K. Große-Brauckmann, R. Kusner und John M. Sullivan: Coplanar constant mean curvature surfaces. In: Communications in Analysis and Geometry. Band 15, 2005, S. 985–1023, doi:10.4310/CAG.2007.v15.n5.a4.
- K. Große-Brauckmann, R. Kusner und John M. Sullivan: Triunduloids: Embedded constant mean curvature surfaces with three ends and genus zero. In: De Gruyter (Hrsg.): Journal für die reine angewandte Mathematik. Band 564, 2001, S. 35–61, doi:10.48550/ARXIV.MATH/0102183.

### Bücher
- Alexander I. Bobenko, Peter Schröder, John M. Sullivan und Günter M. Ziegler: Discrete differential geometry. Hrsg.: Birkhäuser Verlag AG. 2008, ISBN 978-3-7643-8620-7.